# شیخ موسی، سند
شیخ موسی (به انگلیسی: Shaikh Moosa) یک منطقهٔ مسکونی در پاکستان است که در ناحیه تندو الله‌یار واقع شده‌است. شیخ موسی ۶۵٬۷۷۶ نفر جمعیت دارد.